# كيلي تيري
كيلي تيري هي لاعبة هوكي الجليد كندية، ولدت في 6 يونيو 1992 في تورونتو في كندا.